# Le Transfert (Torchwood)
Pour les articles homonymes, voir Le Transfert.
Le Transfert (Rendition traduction littérale : Transfèrement) est le deuxième épisode de la quatrième saison de la série télévisée britannique Torchwood, saison intitulée Torchwood : Le Jour du Miracle.

## Accroche
Rex Matheson et Lyn Peterfield doivent opérer le transfert des membres survivants de Torchwood aux États-Unis. Pendant ce temps, Esther, à la CIA, découvre qu'une conspiration est en œuvre pour la compromettre et que certains agent de la CIA veulent éliminer rapidement toutes les personnes ayant touché de près ou de loin à Torchwood. Oswald Danes, quant à lui, fait sensation à la télévision.

## Distribution
- John Barrowman : Capitaine Jack Harkness
- Eve Myles : Gwen Cooper
- Mekhi Phifer : Rex Matheson
- Alexa Havins : Esther Drummond
- Kai Owen : Rhys Williams
- Bill Pullman : Oswald Danes
- Lauren Ambrose : Jilly Kitzinger
- Arlene Tur : Vera Juarez
- Dichen Lachman : Lyn Peterfield
- Marina Benedict : Charlotte Willis
- Paul James : Noah Vickers
- Tom Price : Sergent Andy Davidson
- Wayne Knight : Brian Friedkin
- Tug Coker : Geoff Reed
- Halley Feiffer : Lianna
- Finn Wittrock : Danny
- Richard Augustine : George Sayer
- Amy Benedict : Bridget Howe
- Sedly Bloomfield : Homme #2
- Antonio D. Charity : Policier sécurité aéroport
- Erin Chenoweth : Greta
- Ewan Chung : Yu-King So
- Rachel Leah Cohen : Laurie
- Joseph Eid : Homme #1
- Chrissie Marie Fit : Secrétaire
- Bari Hochwald : Infirmière urgences
- Scott Hoxby : Paul Goldstein
- Ronobir Lahiri : Simran Baidwan
- Don Luce : Garde au portail
- David O'Donnell : Dr. Mandel
- Jefferey Self : James Percey
- Kristi Swensson : Femme
- Luke White : Ambulancier
- A.J. Tannen : Employé du Gouvernement
- Glenn Taranto : Chef de la sécurité
- Richard Wharton : Dr. Paul Bell

## Résumé
Rex fait embarquer Jack et Gwen dans un avion pour les conduire à Washington, mais le mari de Gwen Rhys et leur fille Anwen sont forcés de demeurer au Pays de Galles. Rex est accompagné d'une autre agent de la CIA, Lyn Peterfield. Pendant ce temps à Washington, puisque personne ne peut mourir en raison du Miracle, le docteur Vera Juarez demande au personnel de son hôpital d'accorder la priorité à ceux qui ont les blessures les moins graves afin de pouvoir les faire partir rapidement et d'avoir suffisamment de lits pour traiter les nouveaux patients.
Après sa libération, Oswald est l'invité d'une émission de télévision locale mais ne dit pas grand-chose car il y a une campagne pour le renvoyer en prison et tout ce qu'il pourrait dire pourrait être utilisé contre lui. Mais quand le journaliste lui montre une photographie de la fillette qu'il a assassinée, Oswald commence à craquer et pleure, demandant pardon à la fillette et révélant qu'il avait trop peur pour s'excuser auprès de la mère de la victime, ce qui lui acquiert la sympathie de certains téléspectateurs. Alors qu'il est sur le point de quitter la studio de télévision, l'agente de relations publiques Jilly Kitzinger le félicite pour son apparition à la télévision et lui offre de devenir son agent mais il refuse, après quoi un employé de la télévision dit à Oswald qu'Oprah Winfrey veut l'avoir comme invité.
Pendant ce temps, Vera participe à une conférence médicale où des médecins essaient de comprendre le Miracle mais quand un médecin annonce via Twitter que son hôpital a besoin d'antibiotiques, Vera comprend que puisque personne ne meurt, ceux qui auraient dû mourir deviennent des incubateurs vivants pour les bactéries ce qui leur permet de croître et de devenir résistantes aux antibiotiques. Pire encore, le Miracle n'offre pas une immortalité véritable car les gens continuent à vieillir. Avec la crainte que les ressources viennent à manquer avec l'augmentation du nombre de ceux qui ne sont pas morts, Vera suggère que les hôpitaux ont besoin de davantage d'antidouleurs pour gérer la situation. Plus tard, Vera rencontre Jilly qui cette fois dit travailler pour une entreprise pharmaceutique appelée PhiCorp et elle convainc Vera qu'elles peuvent travailler ensemble.
Lorsque le directeur Brian Friedkin suspecte Esther et Rex d'en savoir trop sur Torchwood, il fait annuler leurs habilitations, et les piège en les faisant passer pour des espions travaillant pour la Chine, ordonnant également à Lyn de tuer Jack avec une pilule d'arsenic. Cependant, Esther parvient à s'échapper avant que la CIA ne l'attrape et essaie d'avertir Rex. Dans l'avion, Jack comprend qu'il a été empoisonné, ce dont Gwen et Rex accusent Lyn. Alors que Jack est lentement tué par l'arsenic, Rex appelle Vera pour avoir de l'aide. Avec l'assistance de ses collègues médecins à la conférence et du personnel de bord de leur avion, Rex et Gwen parviennent à créer un antidote et à l'administrer à Jack.
Lorsque Jack, Gwen, Rex et Lyn atterrissent, ils sont escortés par un groupe d'agents de la CIA, sans savoir que ceux-ci ont reçu des ordres de Friedkin d'arrêter trois d'entre eux et de libérer Lyn. Cependant, Esther parvient à avertir Rex et celui-ci avec l'aide de Jack et de Gwen maîtrise les agents, brisant la nuque de Lyn au cours de l'affrontement, et s'enfuit. Lorsqu'ils sortent de l'aéroport, ils sont accueillis par Vera qui est venue amener des antidouleurs à Rex et par Esther dont la voiture peut être utilisée pour s'enfuir. Après que Rex ait reçu ses antidouleurs, Jack, Gwen, Esther et lui sont sur le point de partir lorsque Lyn, le cou encore tordu, essaie de les arrêter mais à cause de son état, ils ne s'occupent pas d'elle et partent.

## Continuité
- Dans l'avion, Gwen reproche à Jack son absence, et dit qu'elle espérait secrètement qu'il reviendrait la voir lorsqu'elle sera vieille, lui n'ayant pas pris une ride. C'est une situation que l'on a vue plusieurs fois dans la série, dans l'épisode Petits Mondes (entre Jack et une ancienne petite amie) et dans Les Enfants de la Terre (entre Jack et sa fille.)

### Continuité avec leWhoniverse
- Visiblement, Jack Harkness tient à ce qu'on lui rende son manipulateur de vortex, même si celui-ci semble être inutilisable depuis La Fin du voyage.

## Réception et critiques
En France, les trois premiers épisodes de la saison 4 ont été diffusés par NRJ 12 en première partie de soirée le mercredi 30 novembre 2011. Ils ont réalisé un excellente audience avec 553 000 téléspectateurs entre 20h45 et 23h40.